# Ernie Dingo
Ernest Ashley Dingo est un acteur australien d'origine aborigène, né le 31 juillet 1956 à Murchison (Australie-Occidentale). Il est de la tribu Wiradjuri.

## Filmographie partielle

### Cinéma
- 1986 : Aux frontières de la ville (The Fringe Dwellers)
- 1988 : Crocodile Dundee 2
- 1991 : Jusqu'au bout du monde
- 1996 : Dead Heart
- 2010 : Bran Nue Dae (Rachel Perkins)

### Télévision
- The Cowara Breakout
- 1986 : The Blue Lightning, téléfilm de Lee Philips : Pekeri
- The Flying Doctors
- Fast Forward
- Hartley, cœurs à vif (1995 - 5 épisodes) Professeur de Média, Vic Morris
- Rafferty's Rules
- The Great Outdoors
- 2018 : Mystery Road : Keith Groves